# Marie-Josephine Gaudette
Marie-Josephine Clarice Gaudette, född 25 mars 1902 i Manchester i delstaten New Hampshire i USA, död 13 juli 2017 i Rom, Italien (dit hon emigrerade 1958), var vid sin död vid 115 år och 110 dagars ålder världens femte äldsta levande person, den äldsta levande amerikanen sedan Susannah Mushatt Jones död 12 maj (13 maj italiensk tid) 2016, den äldsta levande italienaren sedan Emma Moranos död 15 april 2017 och efter Emma Morano den näst äldsta italienska invånaren någonsin (innan Giuseppina Projetto, som blev Italiens äldsta levande invånare efter hennes död, och Maria-Giuseppa Robucci, som blev Italiens äldsta levande invånare efter Projettos död, passerade om den 17 september 2017 respektive 8 juli 2018).